# 8574 Makotoirie
8574 Makotoirie eller 1996 VC2 är en asteroid i huvudbältet som upptäcktes den 6 november 1996 av den japanska astronomen Takao Kobayashi vid Ōizumi-observatoriet. Den är uppkallad efter Makoto Irie.
Asteroiden har en diameter på ungefär 2 kilometer.